# Naotake Hanyū
Naotake Hanyū (羽生 直剛 Hanyū Naotake?,  nacido el 22 de diciembre de 1979 en Chiba, Chiba) es un exfutbolista japonés. Jugaba de centrocampista y su último club fue el JEF United Chiba de Japón.

## Selección nacional
Ha sido internacional con la Selección de fútbol de Japón; donde ha jugado 17 partidos internacionales por dicho seleccionado.

## Clubes
| Club                      | País  | Año         |
| ------------------------- | ----- | ----------- |
| JEF United Ichihara/Chiba | Japón | 2002 - 2007 |
| F.C. Tokyo                | Japón | 2008 - 2016 |
| Ventforet Kofu (préstamo) | Japón | 2013        |
| JEF United Chiba          | Japón | 2017        |

## Palmarés

### Títulos nacionales
| Título             | Club             | País  | Año  |
| ------------------ | ---------------- | ----- | ---- |
| Copa J. League     | JEF United Chiba | Japón | 2005 |
| Copa J. League     | JEF United Chiba | Japón | 2006 |
| Copa J. League     | F.C. Tokyo       | Japón | 2009 |
| J2 League          | F.C. Tokyo       | Japón | 2011 |
| Copa del Emperador | F.C. Tokyo       | Japón | 2011 |

### Títulos internacionales
| Título           | Club (*)   | Sede  | Año  |
| ---------------- | ---------- | ----- | ---- |
| Copa Suruga Bank | F.C. Tokyo | Tokio | 2010 |

(*) Incluyendo la selección